# Listă de actori azeri

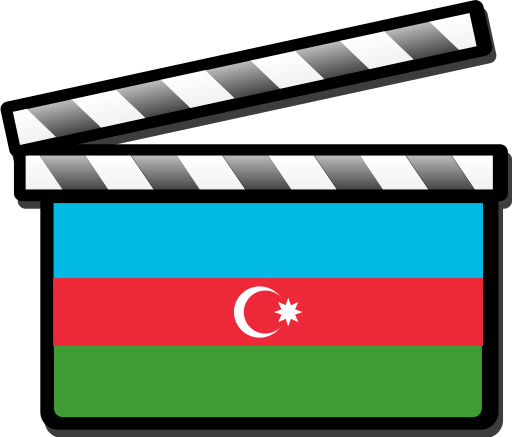

Aceasta este o listă de actori azeri.
Cuprins: Început - 0–9 A B C D E F G H I J K L M N O P Q R S T U V W X Y Z

## A
- Lutfali Abdullayev
- Telman Adigozalov
- Ahmed Agdamski
- Alasgar Alakbarov
- Mirzaagha Aliyev
- Huseyn Arablinski
- Nadejda Aronețkaia

## B
- Mirza Babayev
- Shamsi Badalbeyli
- Rasim Balayev
- Afag Bashirgyzy
- Rashid Behbudov
- Polad Bülbüloğlu

## D

Marziyya Yusuf qizi Davudova

- Marziyya Davudova

## G

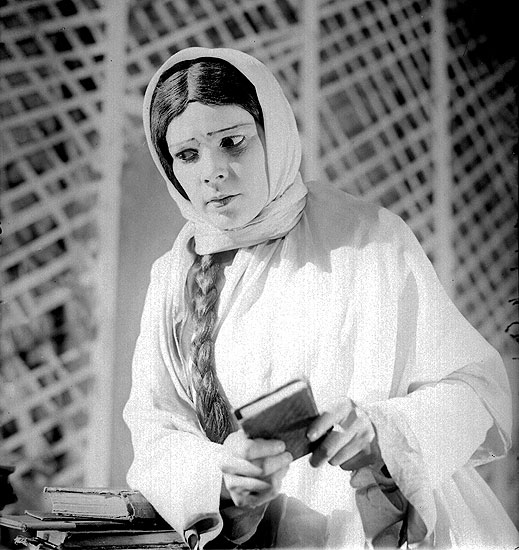
Fatma Gadri

- Fatma Gadri
- Aghasadyg Garaybeyli
- Govhar Gaziyeva

## K
- Munavvar Kalantarli
- Zulfiyya Khanbabayeva

## M
- Fakhraddin Manafov
- Elchin Musaoglu

## O
- Hamida Omarova

## R
- Ulvi Rajab
- Hagigat Rzayeva

## S
- Latif Safarov
- Huseyngulu Sarabski
- Barat Shakinskaya
- Abbas Mirza Sharifzadeh

## T
- Rza Tahmasib
- Jahan Talyshinskaya
- Pamphylia Tanailidi
- Hasanagha Turabov

## Z
- Nasiba Zeynalova

## Vezi și
- Listă de regizori azeri